# Oversturing
Oversturing is het verschijnsel waarbij een signaal als gevolg van zijn 'te' hoge niveau vervormd wordt. Het vindt vaak plaats bij overdracht van een signaal, als het niveau van het signaal de capaciteit van een of meer componenten (zoals een versterker) overschrijdt. Het gevolg is dat de component die delen van het signaal die voor de component te hard zijn niet meer lineair kan reproduceren. Dit leidt tot vervorming van de golfvorm, waarbij doorgaans meer harmonischen ontstaan.

## Oversturing in geluid
Bij geluid leidt oversturing tot meer harmonischen. Wanneer zowel het positieve als het negatieve deel van het signaal evenveel overstuurd wordt, ontstaan alleen oneven harmonischen. In de andere gevallen ontstaan even harmonischen.
De klank wordt veelal als scherper ervaren. Iedere soort component en overdraging kent zijn eigen oversturingskarakteristiek.
- Clipping - Een AD-converter zet een analoog signaal om in digitale getallen met een bepaald bereik. Wanneer het signaalniveau dit bereik overschrijdt dan zal de converter een continue waarde uitsturen die gelijk is aan de grens van het bereik. Het signaal wordt recht 'afgekapt'. Dit wordt clipping genoemd. Overigens kan dezelfde oversturing ook binnen het digitale domein voorkomen. Omdat de oversturing abrupt gebeurt vindt men deze doorgaans onwenselijk. Om dit te voorkomen dient men het signaal te verzwakken, continu of door middel van een limiter.
- Bandverzadiging - Wanneer bij het opslaan van een analoog signaal op een magneetband het niveau te hoog is, vindt bandverzadiging plaats. Het dynamisch bereik van een magneetband is begrensd: bij het maximum staan alle magnetische deeltjes dezelfde kant op gericht. In theorie is dit vergelijkbaar met oversturing bij digitale audio. Echter, bij een magneetband verloopt deze oversturing zeer geleidelijk. Bandverzadiging ervaart men vaak als warm en wordt daarom vaak bewust afgedwongen.
- Overdrive/distortion - Op de versterker van een elektrische gitaar wordt het signaal dat van de gitaar afkomstig is bijna altijd in een zekere mate doelbewust overstuurd. Dit wordt overdrive of distortion genoemd en geeft de gitaar zijn 'scheurende' klank. Dit effect is zeer populair en is onlosmakelijk verbonden met pop- en vooral rock- en metalmuziek. Omdat een versterker met elektronenbuizen een "mooier" overstuurgedrag vertoont dan een transistorversterker zijn buizenversterkers nog steeds zeer populair onder gitaristen.

Ook bij het hammondorgel is overdrive een veelgebruikt effect, door de oversturing van de (buizen) Lesliespeaker wordt het geluid scheurender, wat overigens erg populair is onder toetsenisten.